# Zilpzalp
Der Zilpzalp oder Weidenlaubsänger (Phylloscopus collybita) ist eine Vogelart aus der Familie der Laubsängerartigen (Phylloscopidae). Dieser Laubsänger besiedelt große Teile der Paläarktis vom Nordosten Spaniens und Irland nach Osten bis zur Kolyma in Sibirien. Zilpzalpe sind klein, ohne auffallende Zeichnungen und bewegen sich meist gedeckt in höherer Vegetation. Sie fallen daher am ehesten durch den markanten Gesang auf, dem die Art ihren lautmalenden deutschen Namen verdankt. Die Tiere bewohnen ein weites Spektrum bewaldeter Habitate und kommen auch häufig in Parks und den durchgrünten Randbereichen von Städten vor. Die Nahrung besteht vor allem aus kleinen und weichhäutigen Insekten. Der Zilpzalp ist je nach geografischer Verbreitung Kurz- bis Langstreckenzieher. Europäische Vögel überwintern im Bereich des Persischen Golfs, im Mittelmeerraum, in den Oasen der Sahara, in der Trockensavanne südlich der Sahara sowie im ostafrikanischen Hochland. Die Art ist in Europa ein sehr häufiger Brutvogel und nicht gefährdet.
Der Zilpzalp und seine Schwesterart Fitis sind ein bekanntes Evolutionsmodell der Artbildung durch Aufspaltung einer Spezies. Die ursprüngliche Art wird dadurch zur Gattung (hier Phylloscopus).

## Beschreibung
Zilpzalpe sind kleine, kompakte und kurzflügelige Laubsänger mit recht großem Kopf und ohne auffallende Zeichnungen. Die Körperlänge beträgt 10–12 cm, das Gewicht 6–10 g. Die Geschlechter unterscheiden sich äußerlich und bezüglich des Gewichts nicht, Männchen sind jedoch etwas langflügeliger als Weibchen. So hatten zur Brutzeit in Sachsen-Anhalt gefangene Männchen der Nominatform eine mittlere Flügellänge von 60,8 mm und ein mittleres Gewicht von 8,2 g; Weibchen erreichten im Mittel nur 54,5 mm und ein mittleres Gewicht von 8,4 g.
Die Oberseite ist graubräunlich grün, der Bürzel ist häufig etwas heller grün. Kehle, Unterseite des Rumpfes und Unterschwanzdecken sind schmutzig weiß mit individuell sehr variablen Anteilen von Gelb und Beige auf Kehle und Brust. Vor allem im Herbst sind die Flanken häufig beigebraun überhaucht. Schwungfedern und Steuerfedern sind graubraun, die Säume der Außenfahnen sind schmal gelbgrün gesäumt. Ein gelblicher Überaugenstreif ist vor dem Auge deutlich, hinter dem Auge meist nur undeutlich ausgeprägt. Der dunkle Augenstreif teilt den hellen Augenring durchgehend in eine untere und eine obere Hälfte. Der Bereich unterhalb der Augen und die Ohrdecken sind recht dunkel, so dass der untere Teil des hellen Augenrings dazu deutlich kontrastiert. Der kurze und feine Schnabel ist an der Basis und an den Seiten meist wenig auffallend hell orange, im Übrigen dunkel hornfarben. Die Beine sind meist dunkelbraun oder grauschwarz, selten heller braun.

### Abgrenzung zum Fitis

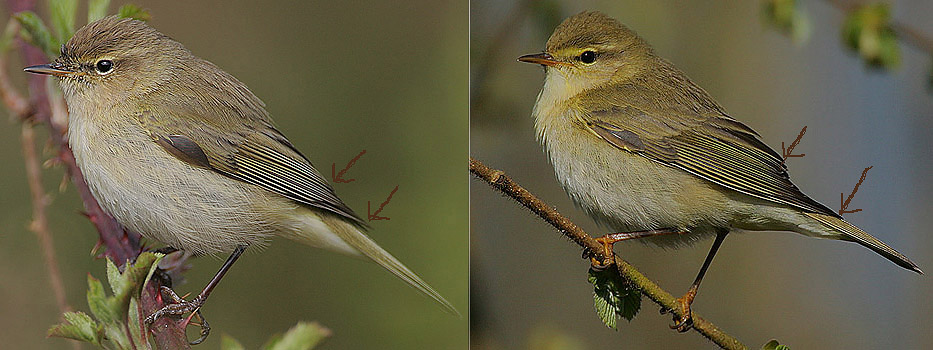
Vergleich Zilpzalp und Fitis

In Mitteleuropa ist der Zilpzalp am ehesten mit dem sehr ähnlichen und ebenfalls häufigen Fitis (Phylloscopus trochilus) zu verwechseln; es handelt sich um Zwillingsarten. Der Fitis ist etwas schlanker und langflügeliger als der Zilpzalp. Die Beine des Fitis sind meist deutlich heller, der Überaugenstreif ist vor allem hinter dem Auge länger und deutlicher ausgeprägt. Die Handschwingenprojektion, das heißt der Überstand der Handschwingen über die Schirmfedern, ist beim Fitis wesentlich größer. Weiterhin hat beim Zilpzalp die fünfte Handschwinge von innen eine Verengung an der Außenfahne, die dort beim Fitis fehlt. Dieses sichere Unterscheidungsmerkmal ist jedoch nur erkennbar, wenn man die Tiere in der Hand hält.
Anhand des Gesangs ist die Unterscheidung hingegen unproblematisch, dieser ist bei den beiden Arten sehr unterschiedlich. Der Fitis singt in etwas schwermütig abfallenden Melodien, wohingegen der Zilpzalp leicht an seinem zweisilbigen Zilp-Zalp-Gesang zu erkennen ist. Der Ruf ist beim Zilpzalp kurz und hart („huit“) und beim Fitis deutlich zweisilbig („hu-it“) und in der Tonhöhe steigend.

## Lautäußerungen
Der markante, recht eintönige Gesang, auf den sich der deutsche Name bezieht, klingt wie „zilp-zalp-zelp-zilp-zalp“, wobei die einzelnen Elemente in der Tonhöhe wechseln. Dazwischen werden oft 2 bis 5 harte, etwa wie „trrt“ klingende Laute eingebaut (Gesang anhörenⓘ). Der Gesang erfolgt von Warten, häufig von noch unbelaubten Zweigen im inneren Randbereich der Krone größerer Bäume oder während der Bewegung in den Baumkronen. Der auch im Herbst häufig zu hörende Lockruf ist ein einfaches, weiches, pfeifendes und am Schluss betontes „huid“.
Aggressives Verhalten wird oft von schnellen Trillern „ditztz...“ begleitet. Außerhalb der Brutzeit kommt ein verwaschenes „sfië“ vor.
Der Gesang sibirischer Zilpzalpe (Unterarten P. c. tristis bzw. P. c. fulvescens, vgl. Abschnitt Systematik) weicht deutlich vom Gesang der westlichen Unterarten ab. Er besteht nach den einleitenden „trrt“-Lauten aus einem lauten, weichen und melodischen Triller wie „wi-di wii-di wii-di wii widi wii“, „tschiwi tschiwi tschiiwi...“, „tschiwet tschiwit...“ oder „ip-tschip ip-tschiip tschip-tschiiep tschip tschiiep“. Dieser Gesang wird von den westlichen Unterarten nicht mehr als arteigen erkannt und löst daher auch keine Gesangsantwort mehr aus.

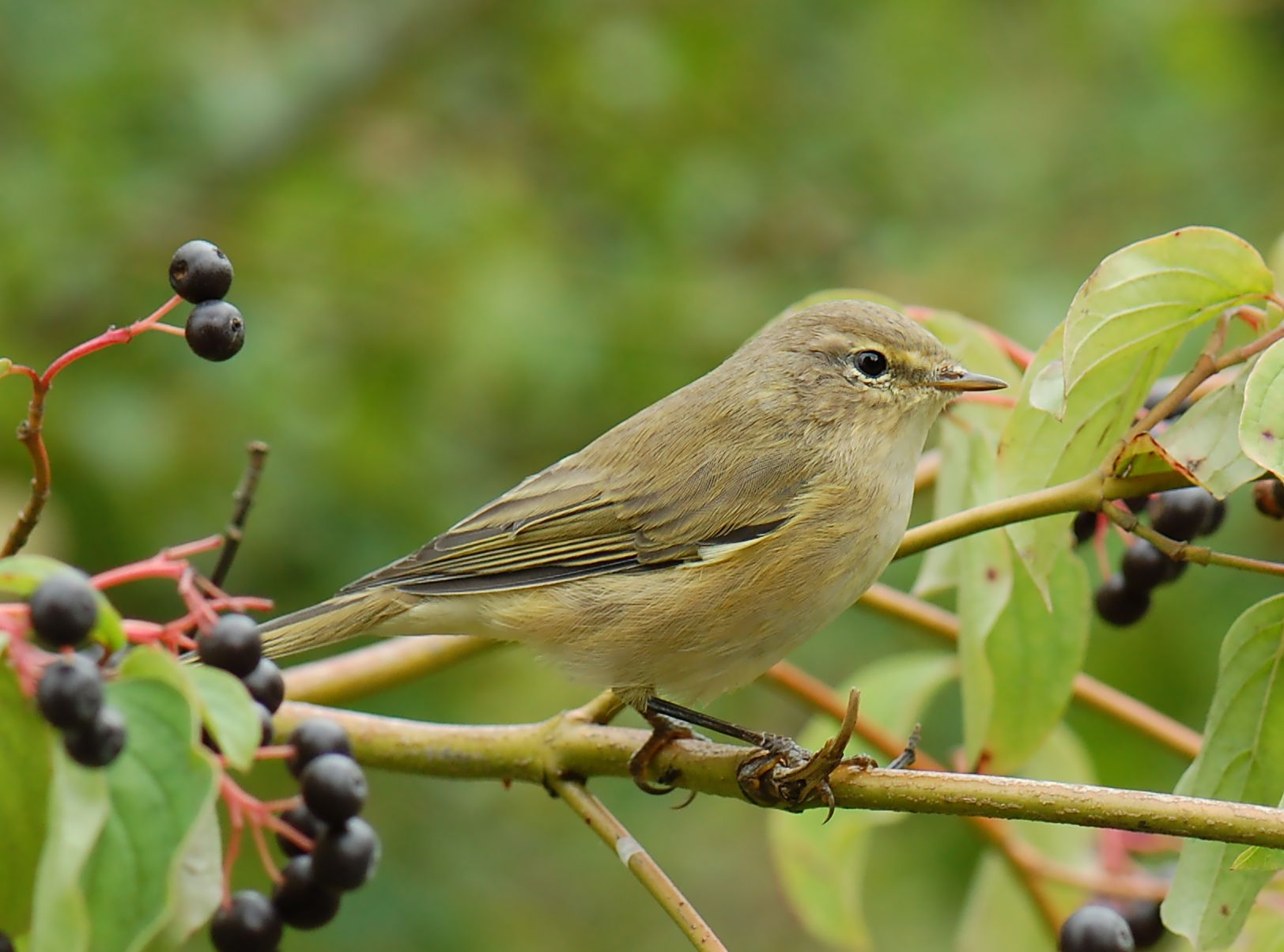
Zilpzalp nach der Vollmauser im frischen Gefieder auf dem Herbstzug Anfang September

## Mauser
Die Jugendmauser ist eine Teilmauser und findet je nach Verbreitung zwischen Anfang Juli und Ende Oktober statt. Sie umfasst das Kleingefieder, ein bis drei Schirmfedern und ein bis drei Steuerfedern. Die Postnuptialmauser der adulten Vögel erfolgt als Vollmauser je nach Ende der Zweitbrut zwischen Mitte Juli und Ende September, selten noch bis Mitte Oktober. Die vorbrutzeitliche Teilmauser ist individuell und auch unterartspezifisch unterschiedlich umfangreich; sie kann ganz ausfallen, aber neben Kleingefieder auch in variablem Umfang Schwingen und Stoßfedern umfassen. Diese Mauser findet meist im Winterquartier zwischen Ende Dezember und Ende Februar, zum Teil aber auch erst von März bis April statt.

## Verbreitung und Lebensraum

Verbreitung des Zilpzalps:
Brutgebiete
Ganzjähriges Vorkommen
Migration
Überwinterungsgebiete

Dieser Laubsänger besiedelt große Teile der Paläarktis vom Nordosten Spaniens und Irland nach Osten bis zur Kolyma in Sibirien. Die Nordgrenze der Verbreitung liegt recht einheitlich bei 66° bis 70° N in Skandinavien und Finnland, bei 69° N im europäischen Russland und bei 69° bis 72° N in Sibirien. Die Südgrenze der geschlossenen Verbreitung verläuft durch Nordostspanien, Nordgriechenland, die Ukraine und Südrussland, Nordkasachstan und durch Sibirien bei 62° N. Südlich davon gibt es räumlich isolierte Vorkommen auf der Krim sowie in einem Areal vom südlichen Turkmenien über Armenien bis zum Kaukasus und dem Norden der Türkei.
In Europa hat die Art ihr Verbreitungsgebiet in den letzten etwa 200 Jahren deutlich nach Norden und Nordwesten ausgedehnt. Schleswig-Holstein wurde erst um 1850 besiedelt, Dänemark ab 1872. In den Niederlanden hat die Art ihr Areal bis in die 1990er Jahre ausgedehnt. In Irland hat sich die Art ebenfalls etwa seit 1850 stark ausgebreitet und auch in Schottland hat der Zilpzalp seine Verbreitungsgrenze nach 1950 weit nach Norden verschoben. Als Hauptgrund dieser Arealerweiterungen wird recht einheitlich die Zunahme und Ausdehnung geeigneter Lebensräume durch die Zerstörung und Trockenlegung der Moore und die anschließende Waldentwicklung sowie generell durch Aufforstungen betrachtet.
Der Zilpzalp kommt von den Niederungen bis in Hochgebirge vor; aufgrund der Bindung an Wald reicht das zusammenhängende Siedlungsgebiet hier aber nur bis zur Waldgrenze, in Europa bis etwa 1400–1500 m Höhe. Höchste Brutnachweise erfolgten in den Alpen in Höhen zwischen 1800 und 2060 m über Meer.
Die Art bewohnt ein weites Spektrum bewaldeter Habitate und kommt auch häufig in Parks und den durchgrünten Randbereichen von Städten vor. Bevorzugt werden Waldbereiche mit strukturierter Baumschicht, gut ausgebildeter Strauchschicht und zumindest lückiger Krautschicht und entsprechend strukturierte Grünanlagen. In einförmigen Beständen mit weitgehend fehlendem Unterwuchs, wie zum Beispiel in geschlossenen Rotbuchenwäldern, kommt die Art kaum vor. In Mitteleuropa werden die höchsten Siedlungsdichten in Erlenbruchwäldern und feuchten Auwäldern mit 7 bis 14 Revieren/10 ha erreicht. Nach Norden nimmt die Siedlungsdichte stark ab, so wurden in Südwestfinnland noch maximale Dichten von 11 bis 14 Brutpaaren/km² festgestellt.

## Systematik
Die Unterartengliederung des Zilpzalps und die Verbreitung und Abgrenzung dieser Unterarten wird seit langer Zeit kontrovers diskutiert. Aufgrund molekulargenetischer und gesanglicher Unterschiede wurden Ende der 1990er Jahre vier bisherige Unterarten des Zilpzalps als eigene Arten bzw. Unterart einer dieser neuen Arten abgetrennt: P. canariensis, Iberienzilpzalp (P. ibericus) und Bergzilpzalp (P. sindianus), wobei P. sindianus nun P. (collybita) lorenzii enthält. Zurzeit werden meist noch sechs Unterarten anerkannt. Die Übergänge sind vielfach fließend (klinal), die hier angegebenen Verbreitungsangaben erfolgen weitgehend nach Glutz von Blotzheim und Bauer:
- Phylloscopus collybita collybita (Vieillot, 1817): Die Nominatform brütet von Nordostspanien nach Osten bis Westpolen, bis zur westlichen Schwarzmeerküste und bis in den Westen der Türkei. Nach Norden reicht das Brutgebiet bis Nordschottland, Dänemark und Südschweden.
- P. c. abietinus (Nilsson, 1819): Das Brutareal umfasst Skandinavien ohne Südschweden und das östliche Europa von Westpolen etwa bis zum Ural. Die Unterart ist feldornithologisch kaum von der Nominatform unterscheidbar, im Durchschnitt großer Serien ist sie oberseits etwas grauer und unterseits etwas heller mit weniger Gelb- und Grüntönen. Die Flügellänge ist etwas größer.
- P. c. brevirostris (Strickland, 1837): Brutvogel im Nordwesten der Türkei. Im Vergleich zu P. c. abietinus ist die Oberseite noch dunkler und grauer und die Unterseite noch weißlicher mit wenigen gelblichen Stricheln, die obere Brust ist hellbräunlich getönt.
- P. c. caucasicus (Loskot, 1991): Brutvogel in den unteren Lagen des Kaukasus. Die Unterart ähnelt sehr P. c. abietinus.
- P. c. menzbieri (Shestoperov, 1937): Kopet Dag im Nordosten des Iran. Oberseits ebenfalls noch grauer getönt als bei P. c. abietinus, nur auf dem Bürzel und den Flügeln mit einem Rest grünlichgelber Tönung, die Unterseite ist weißlich fast ohne Gelbtöne.
- P. c. tristis (Blyth, 1843): Brutvogel in Mittel- und Ostsibirien. Der Oberkopf, der Nacken und der obere Rücken sind braungrau ohne grünlichen Ton; nur der Bürzel ist leicht grün getönt. Ohrdecken, Hals- und Brustseiten sind hell rostbeige. Im Winter des Geburtsjahres zeigen viele Individuen eine angedeutete helle Flügelbinde. Die Beine sind schwarz.[11] Glutz von Blotzheim und Bauer erkennen eine weitere Unterart P. c. fulvescens an, die vom Uralvorland in Nordostrussland östlich der Petschora über Westsibirien bis an den Jenissej, bis in den West-Sajan, das Tannu-ola-Gebirge und bis in den mongolischen Südosten des Altai vorkommt.[12] Die Unterart wird von anderen Autoren nicht anerkannt und stattdessen mit P. c. tristis vereinigt, dessen Verbreitungsgebiet damit entsprechend größer wäre.[13]

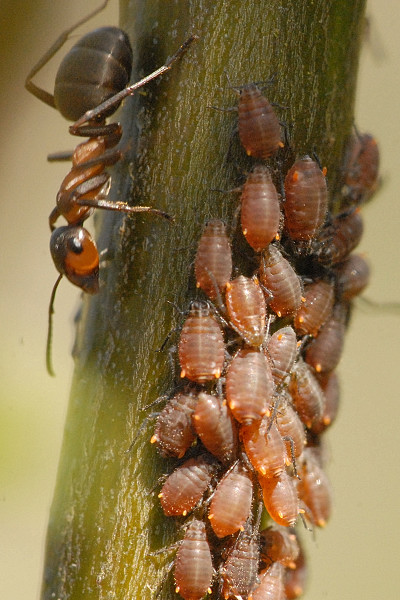
Blattläuse gehören zur Hauptnahrung des Zilpzalps. Hier die Art Aphis farinosa mit einer betreuenden Ameise

## Nahrungssuche und Ernährung
Zilpzalpe suchen ihre Nahrung überwiegend in den mittleren und oberen Teilen der Baumkronen in Höhen ab 10 m, seltener auch in den unteren Teilen der Baumkronen sowie in der Kraut- und Strauchschicht und nur ausnahmsweise auf dem Boden. Sie sind dabei fast pausenlos in Bewegung und suchen Blätter und Zweige in flatternden Sprüngen und durch Hängen an Zweigen ab, machen aber auch kurze Rüttelflüge in den freien Luftraum über der Vegetation oder über kleinen Tümpeln. Sie schlagen dabei häufig mit dem Schwanz abwärts.
Hauptnahrung sind ein breites Spektrum kleiner Insekten und deren Entwicklungsstadien, seltener kleine Spinnen, Asseln und Schnecken. Die Nestlinge werden überwiegend mit kleinen und weichhäutigen Wirbellosen gefüttert. Daneben werden in der Brutzeit in geringem Umfang, auf dem Zug im Spätsommer und Herbst hingegen etwas stärker auch Beeren und andere Früchte gefressen. Mageninhalte von zwischen August und Oktober in der Schweiz gefangenen Zilpzalpen bestanden zu 22 % aus Blattläusen, zu 18,6 % aus Larven holometaboler Insekten, zu 13,9 % aus Hymenopteren (davon knapp 1/5 Ameisen), zu 13,4 % aus Zweiflüglern, zu 12,1 % aus Wanzen und zu 11 % aus Käfern, der Rest bestand aus Zikaden, Blattflöhen, Springschwänzen, Spinnen und Schnecken. Im Frühjahr verzehren die Tiere gelegentlich auch Nektar und Pollen.

## Fortpflanzung
Zilpzalpe sind am Ende des ersten Lebensjahres geschlechtsreif. Die Tiere leben überwiegend in einer monogamen Saisonehe. Bigynie, also die Verpaarung eines Männchens mit zwei Weibchen, ist jedoch nicht selten. Offenbar findet meist auch dann eine Neuverpaarung statt, wenn beide Partner in die Nähe des vorjährigen Brutplatzes zurückkehren. Männchen treffen einige Tage bis Wochen vor den Weibchen in den Revieren ein, die Balz beginnt mit der Rückkehr der Weibchen. Männchen singen in Mitteleuropa dementsprechend von Mitte oder Ende März bis Mitte oder Ende Juli.
Das Nest wird nicht selten auf, aber überwiegend niedrig über dem Boden errichtet. Es findet sich meist in Höhen zwischen 10 und 40 cm und je nach Angebot variierend zum Beispiel in Brombeeren, hohem Gras, Brennnesseln, Jungfichten, jungen Laubbäumen und ähnlichem. Der Nistplatz wird vom Weibchen ausgewählt. Das mehr oder weniger runde und meist etwas unordentliche, geschlossene Nest hat einen seitlichen, ovalen Eingang und ist 7–13 cm breit und 8–15 cm hoch. Es besteht außen aus trockenen Halmen, Grasblättern und Moossprossen. Die Innenauskleidung erfolgt mit ähnlichem, aber feinerem Material, zusätzlich werden hierzu auch fast immer kleine Federn verwendet. Nur das Weibchen baut; es benötigt für ein Nest im Normalfall 4 bis 6, ausnahmsweise bis zu 12 Tage und fliegt in dieser Zeit 1200- bis 1500-mal mit Material zum Neststandort.

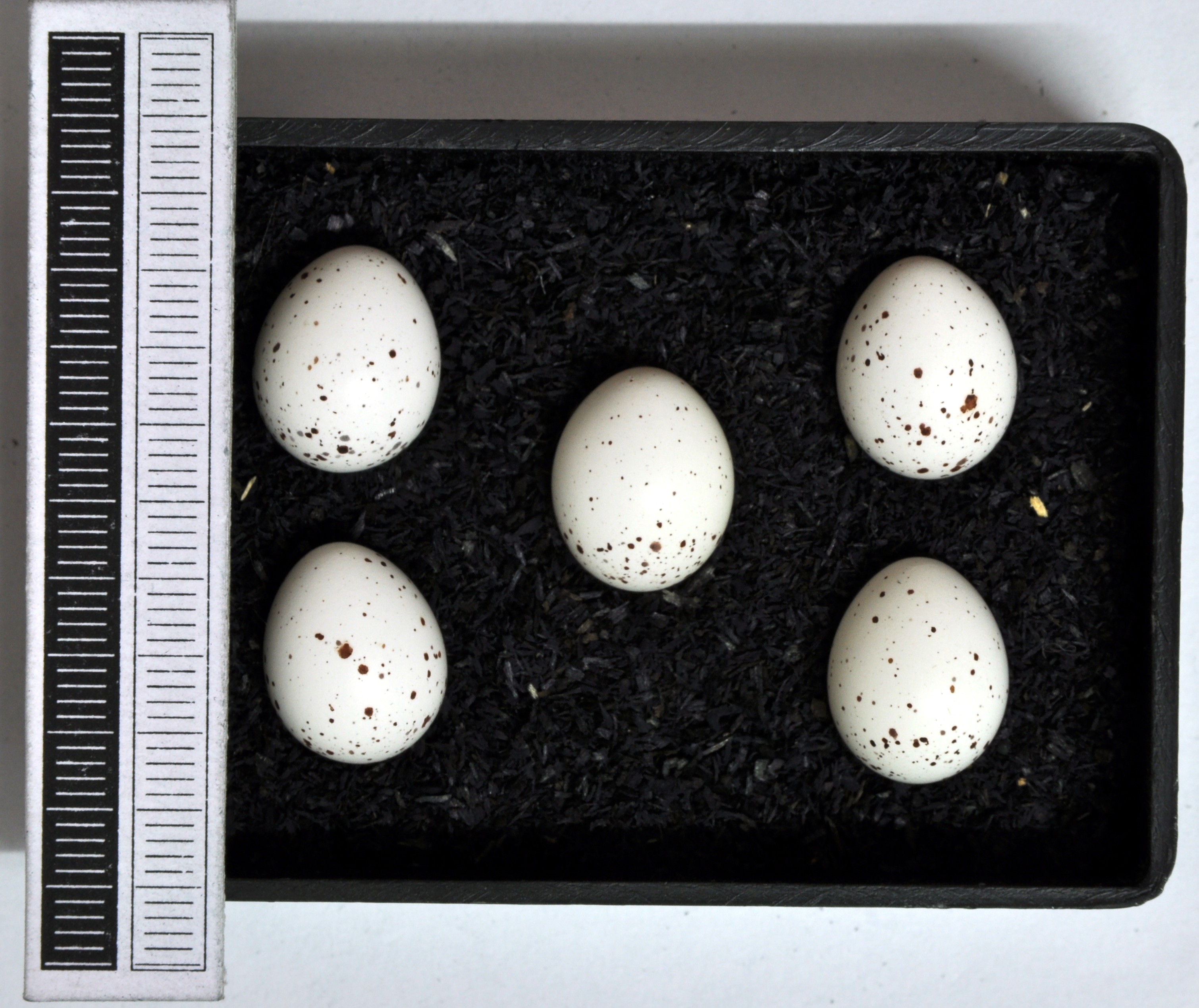
Eier (Sammlung Museum Wiesbaden)

Die Eiablage erfolgt in der Schweiz frühestens ab 8. April, meist Ende April und Anfang Mai; in Deutschland frühestens zwischen 16. und 20. April und in Nordostpolen ab Anfang Mai. Zweitbruten sind häufig, das späteste Schlupfdatum in der Schweiz war der 14. August, in Deutschland wurde die späteste Eiablage Anfang August nachgewiesen. Das Gelege besteht bei Erstbruten aus vier bis sieben, meist vier bis sechs Eiern; bei Zweitbruten meist aus 3 bis 5 Eiern. Die Eier sind auf weißem Grund fein oder mittelgrob dunkelbraun bis schwarz gefleckt. Eier aus Belgien messen im Mittel 15,1 × 11,9 mm, Serien aus anderen Gebieten West- und Mitteleuropas ergaben sehr ähnliche Werte.
Die Brutzeit beträgt 13–15, selten 16 Tage. Die Nestlingszeit dauert 14–15 Tage, nach 17 bis 19 Tagen können die Jungvögel schon kurze Strecken fliegen. Sie werden nach dem Ausfliegen noch 10–20 Tage lang von den Eltern geführt. Die Verluste von Gelegen und Nestlingen sind beträchtlich, bei fünf Untersuchungen aus Deutschland und der Schweiz wurden bezogen auf die Eizahl insgesamt Schlupfraten zwischen 58,7 und 84,9 % festgestellt, von den geschlüpften Nestlingen flogen 71,4 bis 95,5 % aus. Insgesamt kamen pro Brut je nach Gebiet zwischen 2,34 und 3,96 Junge zum Ausfliegen.

## Wanderungen
Der Zilpzalp ist je nach geografischer Verbreitung Kurz- bis Langstreckenzieher. Der Abzug aus den Brutgebieten erfolgt in Mitteleuropa ab Mitte August und dauert bis Mitte oder Ende Oktober mit einem Gipfel des Hauptweg- und Durchzuges Ende September bis Anfang Oktober. Letzte Nachzügler werden in Mitteleuropa im November und Dezember beobachtet. Die Zilpzalpe Ost- und Mittelsibiriens überwintern hauptsächlich in Indien, westsibirische Vögel im Iran und auf der Arabischen Halbinsel. Europäische Vögel überwintern überwiegend im Bereich des Persischen Golfs, im Mittelmeerraum, in den Oasen der Sahara, in der Trockensavanne südlich der Sahara sowie im ostafrikanischen Hochland. Die Art überwintert jedoch auch regelmäßig in West- und Südwesteuropa und einzelne Winternachweise liegen aus fast ganz Mitteleuropa und im Norden bis Südschweden vor.
Der Heimzug beginnt ab Ende Februar. In Norddeutschland ziehen Zilpzalpe noch bis Anfang Mai durch, auf Öland beginnt der Heimzug Anfang April und dauert bis Mitte Juni. In Mitteleuropa werden die Brutreviere überwiegend Ende März bis Anfang April besetzt. Die nördlichsten Brutgebiete, zum Beispiel auf der südlichen Jamal-Halbinsel, werden erst ab Ende Mai bis Anfang Juni erreicht.

## Natürliche Feinde
Adulte Zilpzalpe haben wohl vor allem aufgrund ihres fast ständigen Aufenthaltes in der Deckung der Vegetation in Mitteleuropa kaum natürliche Feinde. Nach den Beutelisten von Uttendörfer ist der Sperber (Accipiter nisus) der einzige Greifvogel, der hier in nennenswertem Umfang Zilpzalpe erbeutet; von 193 Nachweisen der Erbeutung entfielen 187 auf Sperber. Auch im Nahrungsspektrum des Sperbers spielte der Zilpzalp aber mit 0,44 % aller Beutetiere nur eine sehr untergeordnete Rolle. Ausnahmsweise (jeweils ein- oder zweimal) wurde die Art bei Wanderfalke, Mäusebussard und unter den Eulen bei Waldohreule, Sperlingskauz und Schleiereule als Beute nachgewiesen.

## Mortalität und Alter

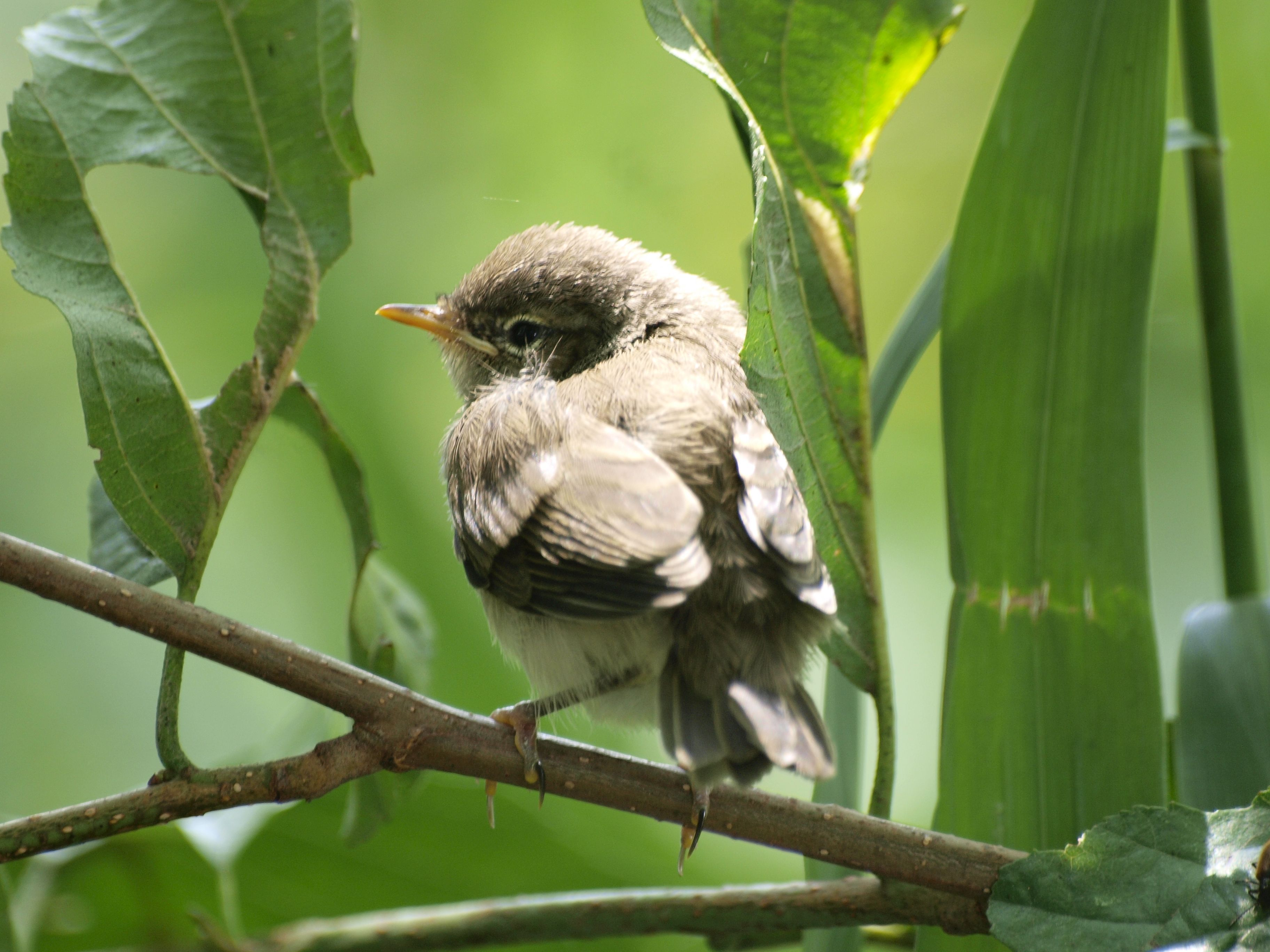
Gerade flügge gewordener Jungvogel

Zum Durchschnittsalter und zur Mortalität liegen nur wenige Angaben vor. Eine kleine farbberingte Population in Sachsen-Anhalt bestand zu 70,4 % aus Vögeln im zweiten Lebensjahr, zu 18,5 % aus Vögeln im dritten und zu 11,1 % aus Vögeln im vierten; die ältesten Individuen waren also noch nicht vier Jahre alt. Auf eine hohe Sterblichkeit deuten auch die relativ niedrigen Wiederfangraten von Fänglingen auf Malta hin, dort wurde eine Mortalität von 70 % pro Jahr errechnet. Der älteste auf Malta gefangene Zilpzalp war mindestens 6 Jahre und 6 Monate alt, in Thüringen war ein Tier im Brutrevier mindestens 6 Jahre 10 Monate alt und der älteste bisher bekannte Zilpzalp wurde in Großbritannien oder Irland beringt und im Alter von 7 Jahren und 8 Monaten tot gefunden.

## Bestand und Gefährdung
Der Zilpzalp zählt zu den häufigsten Brutvögeln Europas. Gesicherte Angaben zum Weltbestand gibt es nicht, die IUCN gibt als grobe Schätzung allein für den europäischen Bestand 60 bis 120 Mio. Individuen an. In Europa war der Bestand zwischen 1970 und 2000 in fast allen Ländern stabil oder leicht zunehmend, leichte Abnahmen nach 1990 wurden für Irland, Belgien, Frankreich, Schweden und Finnland gemeldet. Die Art ist laut IUCN weltweit ungefährdet.
In Deutschland wird der Zilpzalp mit 2,6 bis 3,6 Millionen Brutpaaren jährlich in den Jahren 2005–2009 als neunthäufigste Brutvogelart angesehen.